# 우주과학

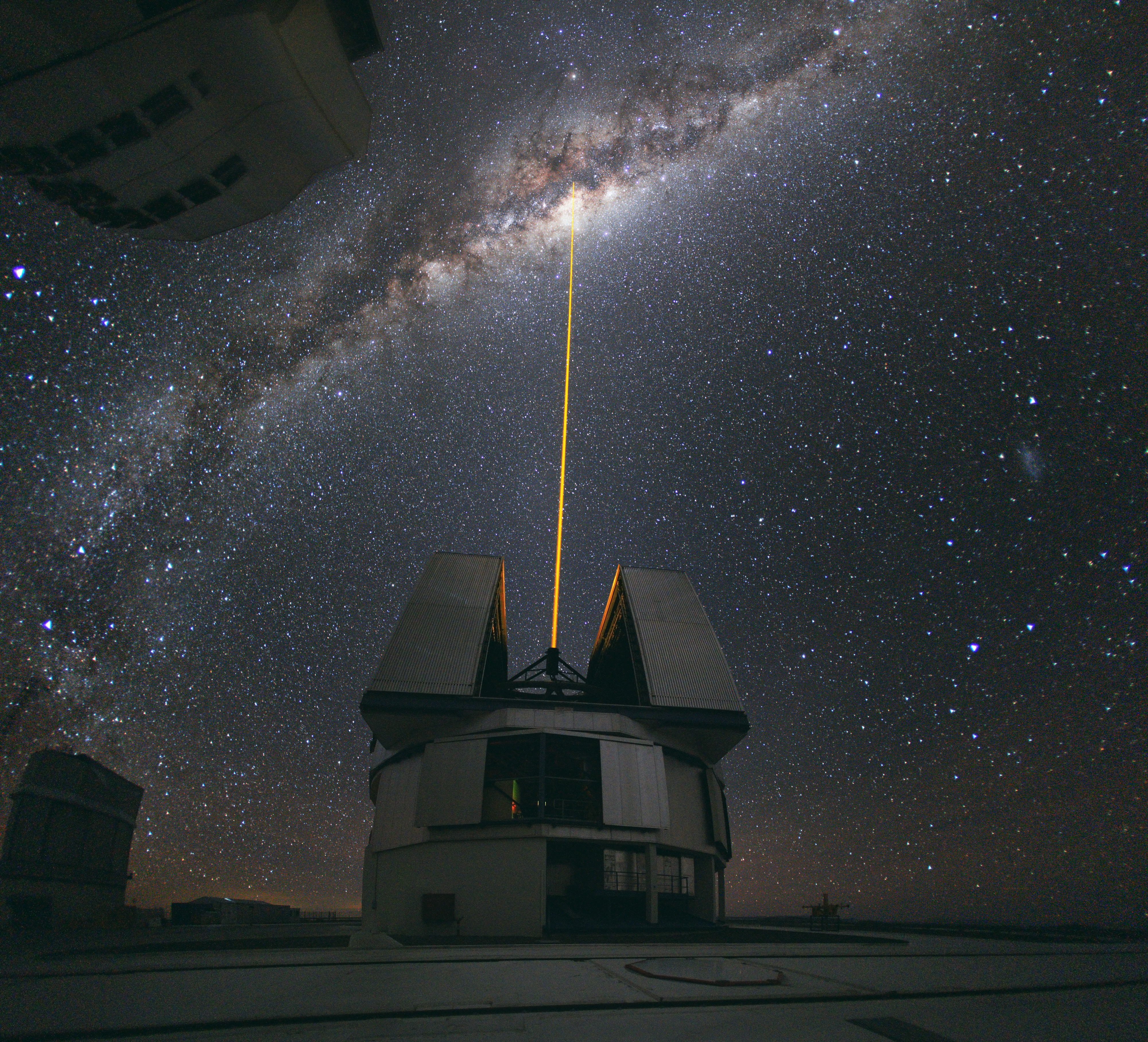

우주과학(영어: space science)은 우주에 대해 연구하는 과학을 한데 묶어 부르는 이름이다.

## 연구 대상
- 태양
- 태양풍 및 행성간 공간
- 자기권
- 행성과 성운, 블랙홀, 혜성 등의 천체
- 우주와 천체의 생성 과정 및 나이
- 화이트홀
- 우주공간 넘어의 새로운 우주의 대한 연구
- 여러 별
 이외에도 우주와 관련된 여러 물체와 개념들이 연구 대상이 된다.

## 연구 현상
- 오로라
- 태양 교란 현상: 코로나 질량 방출 등
- 플라즈마 파동, 불안정성
- 퀘이사의 제트 분출

이외에도 우주에서 일어나는 여러 현상들을 연구한다.

## 같이 보기
- 우주 기술